# ثورة الفلاحين الكروات والسلوفينيين
كانت ثورة الفلاحين الكروات والسلوفينيين أو تمرد غوبيك أو انتفاضة فلاحي غوبيك في عام 1537 ثورةً فلاحية ضخمة في منطقة تشكل كرواتيا وسلوفينيا في يومنا هذا. انتهت الثورة، التي أثارتها المعاملة القاسية للأقنان من قبل البارون فيرينك تاهي، بعد 12 عامًا بهزيمة المتمردين وانتقام دموي من قبل النبلاء.

## الخلفية
في أواخر القرن السادس عشر، أفضت التهديدات بغارات عثمانية إلى إجهاد اقتصاد الأطراف الجنوبية للإمبراطورية الرومانية المقدسة، ورفع الأسياد الإقطاعيون باستمرار مطالبهم للفلاحين. في زاغوري الكرواتية، تفاهم هذا بسبب المعاملة القاسية للفلاحين من قبل البارون فيرينك تاهي وخلافاته مع البارونات المجاورين على الأرض، والتي يعود تاريخها إلى عام 1564، والتي تصاعدت إلى صراعاتٍ مسلحة. حين لم تُسمع الشكاوى المتعددة التي قدمت للإمبراطور، تآمر الفلاحون على التمرد مع أقرانهم في مقاطعات ستيريا وكارنيولا المجاورة ومع الطبقات الدنيا من سكان المدينة.

## الثورة
اندلعت الثورة في الوقت ذاته في أجزاء ضخمة من كرواتيا وستيريا وكارنيولا في 28 يناير 1573. كان البرنامج السياسي للمتمردين هو استبدال النبلاء بموظفين فلاحين مسؤولين مباشرةً أمام الإمبراطور، وإلغاء جميع الحيازات والالتزامات الإقطاعية للكنيسة الكاثوليكية الرومانية. تشكلت حكومة فلاحين مع ماتيا غوبيك وإيفان باسانيك وإيفان موغايش كأعضاء. وُضعت خطط بعيدة المدى، من بينها إلغاء حدود المقاطعات وفتح الطرق السريعة للتجارة والحكم الذاتي من قبل الفلاحين.
خطّط قائد المتمردين، إيليا غريغوريتش، لعملية عسكرية مكثفة لضمان النصر للثورة. قدّمت كل أسرة رجلًا لجيشه الذي حقق بعض النجاح الأولي، أثارت أهدافهم الثورية خوف النبلاء الذين حشدوا الجيوش ردًا على ذلك. استخدم المتمردون شبكةً من المخبرين الذي نقلوا المعلومات عن تحركات الوحدات المعارضة. في المقابل، نقل الجواسيس بين الفلاحين أنفسهم المعلومات عن انتشار التمرد إلى النبلاء. 

## رد الفعل العنيف
في 5 فبراير، قاد كابتن الأوسكوك والبارون جوبست جوزيف فون ثورن (بالكرواتية: جوزيب تورن) جيشًا من 500 أوسكوكي من كوستانجيفيكا وبعض الجنود الألمان الذين هزموا فصيلًا متمردًا تابع لنيكولا كوبينيتش عند كرسكو (في ستيريا الدنيا)، الأمر الذي كان الهزيمة الكبرى الأولى للمتمردين. تسبب ذلك بإضعاف التمرد بسرعة في كارنيولا وستيريا.
في اليوم التالي، هُزمت قوة متمردة أخرى بالقرب من ساموبور. في 9 فبراير، جرت معركة ستوبيتشكو بوليي الحاسمة. قاوم غوبيتش ورجاله البالغ عددهم 10,000 رجل بشراسة، غير أن الجيش الباروني هَزم غوبيك وأسَره بعد معركة دامية استمرت أربع ساعات. وبذلك فشل التمرد.
كان الانتقام وحشيًا: فبالإضافة إلى 3000 فلاح ماتوا في المعركة، شُنق العديد من الأسرى أو أصيبوا بعاهاتٍ. عُذّب غوبيك وأعدم علنًا في 15 فبراير. حُكم على الضباط بيتار ليوبوييفيتش وفوك سوكوفيتش وداين بولشيتا (الذي كان أرثوذوكسيًا) وجوراج مارتيجانوفيتش وتومو تورتش (الكاثوليكيين) جميعًا بالسجن مدى الحياة وفقدوا جميع ملكياتهم. قُتل موغايتش في المعركة النهائية، وقُتل باسانيتش على الأرجح في إحدى المناوشات في أوائل فبراير بينما تمكن غريغوريتش من الفرار، غير أنه قُبض عليه في غضون أسابيع، وأحضر إلى فيينا للاستجواب وأُعدم في زغرب عام 1574.

## الإرث
نالت ثورة وتعذيب غوبيتش مكانةً أسطورية في كرواتيا وسلوفينيا. وألهمت العديد من الكتّاب والفنانين، من بينهم الكاتبان ميروسلاف كرليزا وأوغست سينوا والشاعر أنتون أسكيرتش والنحاتان أنتون أوغوستينسيتش وستويان باتيتش. أنتج المخرج الكرواتي البارز فاتروسلاف ميميكا فيلمًا عن الانتفاضة، باسم أنو دوميني 1574، في عام 1573، بالإضافة إلى مسلسل تلفزيوني من أربعة أجزاء. كما ألهمت تلك الأحداث أيضًا غوبيتش بيغ، أوبرا الروك الكرواتية الأولى (1975).
خُصّص متحف بالقرب من قلعة أورسيتش في غورنيا ستوبيكا ومتحف آخر في كرسكو (سلوفينيا) للثورة.
منذ ذلك الوقت باتت إعادة تمثيل لمعركة ستوبيكو بوليي، التي تجري كل عام منذ عام 2008، واحدةً من أكثر إعادات التمثيل شعبيةً في كرواتيا.